# Varjas Anna
Varjas Anna, férjezett Böhm Ferencné (Budapest, 1921. január 10. – Budapest, 1999. december 1.) magyar zongoraművész.

## Élete
Varjas (Weisz) Ignác kereskedelmi alkalmazott és Rosenzweig Irén leánya. 1938 és 1941 között a budapesti Zeneakadémia zongora szakán mesterei Faragó György és Weiner Leó voltak. 1941-től 1944-ig a Goldmark Zeneiskola zeneszerzés és zongora szakán Kadosa Pálnál tanult. 1942 márciusában az OMIKE Művészakció színpadán megrendezett Mozart-hangverseny egyik közreműködője volt. A második világháború alatt megjárta a ravensbrücki és a sachenhauseni koncentrációs táborokat. 1946 és 1949 között a Zeneakadémia zongora-művészképzőjében ismét Kadosa Pálnál képezte magát. 1948–49-ben a Magyar Múzsa szólistája volt. Az 1949-es varsói Chopin Versenyen elnyerte a lengyel kormány különdíját. Több magyar kompozíció bemutatása köthető a nevéhez, többek között Horusitzky Zoltán kétzongorás szonátájának rádiós premierje. Az 1950-es évek elején tanított a szegedi konzervatóriumban, majd 1953-tól a Fővárosi Zeneiskolában, végül 1976-tól a Gödöllői Állami Zeneiskolában. Nevéhez köthető – Petri Endre zongoraművész társaságában – számos kétzongorás kamarazenei mű ősbemutatója. 
Az óbudai zsidó temetőben helyezték végső nyugalomra.

## Magánélete

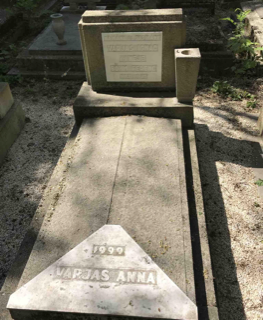
Sírja az Óbudai zsidó temetőben.

Első házastársa dr. Nemes János karmester volt, majd Böhm Ferenc (1951–1983) felesége lett. Fia Böhm András.